# Yvonne du Jacquier
Yvonne du Jacquier, nom de plume d'Emma Marie Lefebvre, née le 6 février 1904 et morte le 6 juin 1994 à Evere, est une archiviste et conservatrice de musée, également écrivaine et conférencière. 

## Biographie
Emma Lefebvre passe sa première enfance à Mons, ses parents vont ensuite vivre à Heverlee rue de Ligne, près de Louvain où son père, docteur en droit, était directeur de prison. Elle commence sa scolarité en néerlandais à l'école primaire des Petites Sœurs de St. Vincent de Paul à Louvain.
Ses grands-parents sont originaires de Braine-le-Comte et de Braine-le-Château.
Emma Lefebvre entre comme sténo-dactylo en 1926 à la maison communale de Saint-Josse-ten-Noode puis devient secrétaire du bourgmestre. Parallèlement à cette carrière administrative, elle entre en littérature en 1941 année où elle publie son premier roman Intermezzo sous le nom de plume d'Yvonne du Jacquier qu'elle conservera tout au long de ses publications.
Elle accède ensuite au poste d'archiviste communal qu'elle occupe de 1958 à 1960 puis à celui de conservatrice du musée Charlier de 1961 à 1969. Elle écrit quelques romans ainsi que de nombreux ouvrages et articles principalement sur l'histoire de la commune de Saint-Josse-ten-Noode et le folklore. Elle est membre de l'Association des conférenciers de Belgique et a donné quelque 200 conférences à travers tout le pays. Elle œuvra à la sauvegarde du patrimoine communal et milita pour un meilleur statut des femmes.

## Distinctions honorifiques
- Chevalier de l'ordre de Léopold.
- Titulaire des Palmes académiques de France.
- Titulaire de l'Étoile de la Solidarité italienne et de nombreuses autres distinctions honorifiques[5].

## Publications d'Yvonne du Jacquier
Romans
- Intermezzo, illustrations de Uni, Louvain : Van Linthout, 1941
- Franz, Paris[6] ; Bruxelles : L'Essor, 1942
- Destinée, Paris ; Bruxelles : L'Essor, 1943 (aliter 1945, selon Lettres françaises de Belgique, p. 207)
- Devant la vie, Paris ; Bruxelles : L'Essor, 1944 (aliter 1945, selon Lettres françaises de Belgique, p. 208)
- Le manuscrit retrouvé ou À la cour d'Abald le Pansu, Paris ; Bruxelles : L'Essor, [s. d.] (en collaboration avec Florent Villois).

Ouvrages généraux
- Saint-Josse-ten-Noode au XIXe siècle : promenade à bâtons rompus, préface par Albert Guislain, 1960
- Saint-Josse-ten-Noode au temps des équipages : nouvelles promenades à bâtons rompus, [La Hulpe : Dupuis], 1963
- Béguinages de Belgique, 1969
- Béguinages du Brabant, 1973
- Le charme des petits musées, préface de Paul Caso, 1972
- Belles demeures d'autrefois, 1974
- Edgar Bytebier, 1977
- Chapelles en Brabant, 1978
- Beaux presbytères en Brabant, préface par Georges Sion, 1981
- Ronde des places brabançonnes : en zigzag de Nivelles à Diest, 1987
- Le peintre Georges Lemmers (nl) 1871-1944, [s.l.] : [s.n.] , [s.d.]
- Honneurs et présences
- Jolies places à Bruxelles, s. d. (1984)
- Monuments et sites
- Le souvenir de Wagner au lac des Quatre-Cantons
- "Souvenirs d'une bourgeoise. La vie quotidienne au temps des bougies et des lampes à pétrole", dans : Le Folklore brabançon", no 268, Bruxelles, décembre 1990, p. 267-326.